# Epidendrum acuminatum
Epidendrum acuminatum är en orkidéart som beskrevs av Hipólito Ruiz López och Pav.. Epidendrum acuminatum ingår i släktet Epidendrum och familjen orkidéer. Inga underarter finns listade i Catalogue of Life.